# 前期制作
前期制作是计划电影、电视节目、戏剧或其他表演中涉及的一些元素的过程，与制作和后期制作不同。当计划结束并开始制作内容时，前期制作就结束了。

## 影视

### 电影
一旦项目获得批准，前期制作就正式开始。它涉及完成剧本、选角、雇佣工作人员、寻找拍摄地点、确定设备以及估计预算。在这个阶段，最后的生产准备工作开始生效。此時資金確認到位，主要演员、导演、摄影师等很多关键要素都已经确定。到前期制作结束时，剧本通常已定稿，并且让所有的金融家和其他有相关利益者都感到满意。
在前期制作过程中，剧本被分解为带有故事板的各个场景，并确認所有位置、道具、演员、服装、特效以及所呈现的视觉效果。制作了非常详细的拍摄时间表，并安排了必要的元素，以便在适当的时间提供给电影制作人。搭建布景，雇用工作人员，制定财务安排，并确定开拍的日期。在前期制作的某个时候，通常会有一个由所有带演讲部分的演员、导演、所有部门负责人、金融家、制片人和公关人员参加的剧本讨论。